# Chiyo Miyako
Chiyo Miyako (japonès: 都千代)  (Prefectura de Wakayama, 2 de maig de 1901 - Yokohama, 22 de juliol de 2018) va ser una supercentenària japonesa, la persona més vella del món entre el 21 d'abril i el 22 de juliol de 2018. És també la vuitena persona verificada més longeva de la història.
Va ser la primera persona més longeva del món nascuda al segle XX i amb la mort d'Ana María Vela Rubio, es va convertir també en la darrera persona viva verificada nascuda el 1901.
Va néixer a Wakayama, a la regió de Kansai, el 2 de maig de 1901 i va viure a Yokohama, a la Prefectura de Kanagawa. Atribuïa la seva longevitat a la ingesta d'anguiles i vi negre i a no haver fumat mai.